# Arber-Bergbahn

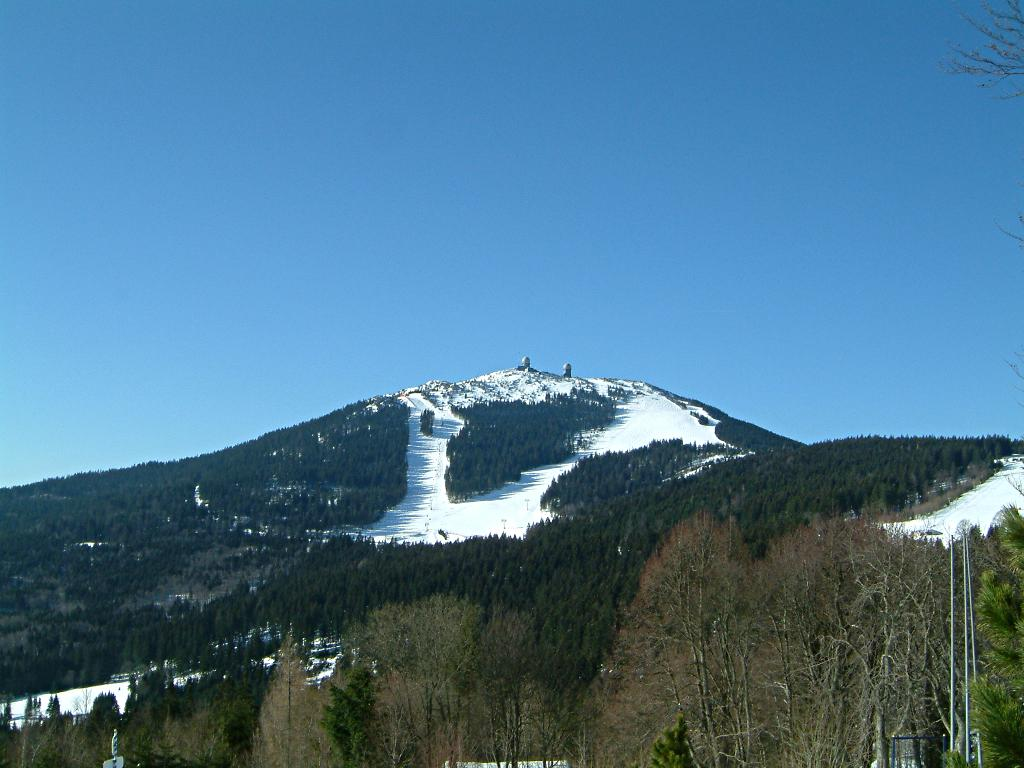
Großer Arber (1456 m) – Blick von Norden auf den Gipfelbereich mit den Skianlagen und den markanten Radomen

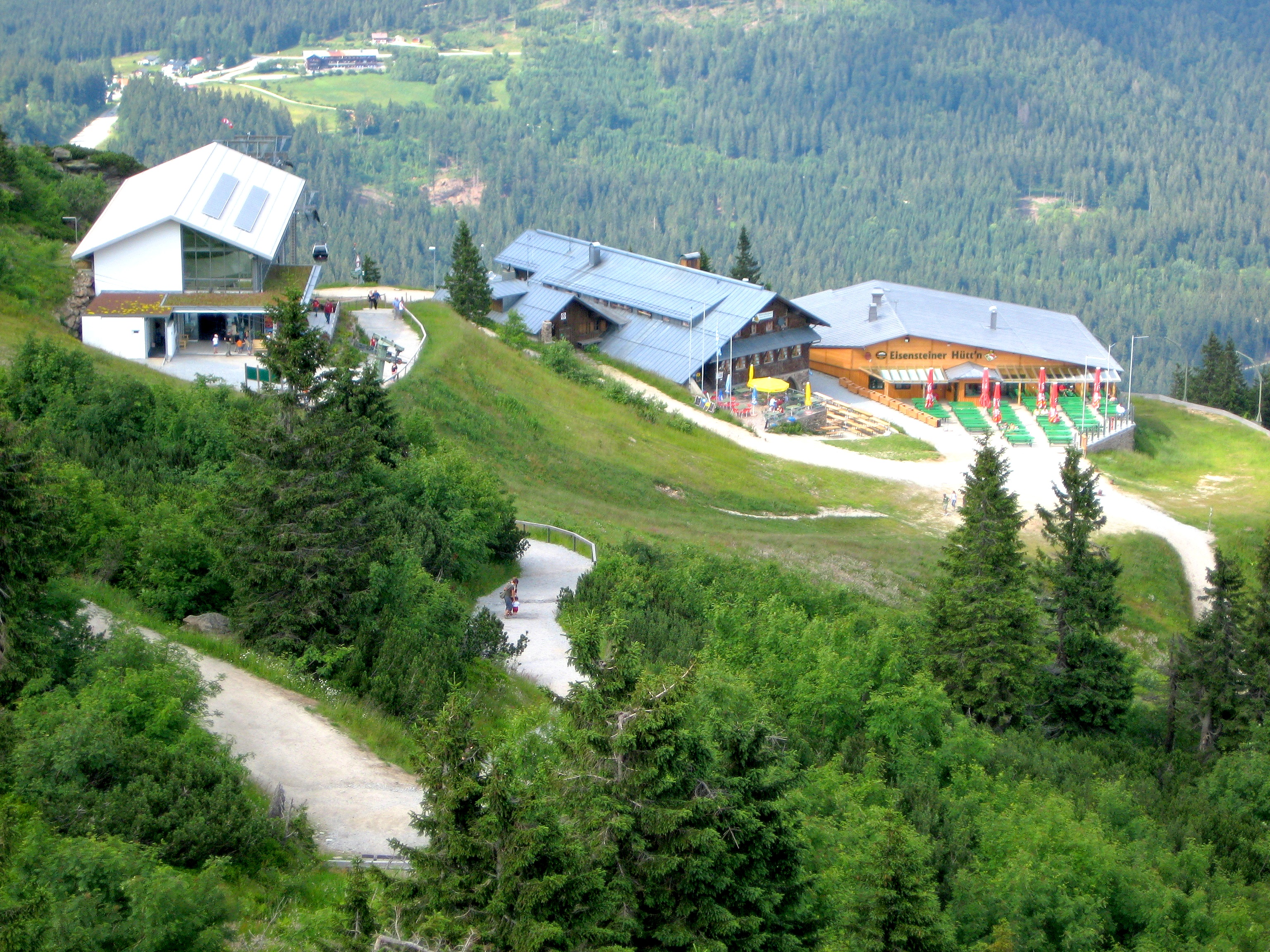
Bergstation der Arber-Bergbahn (links)

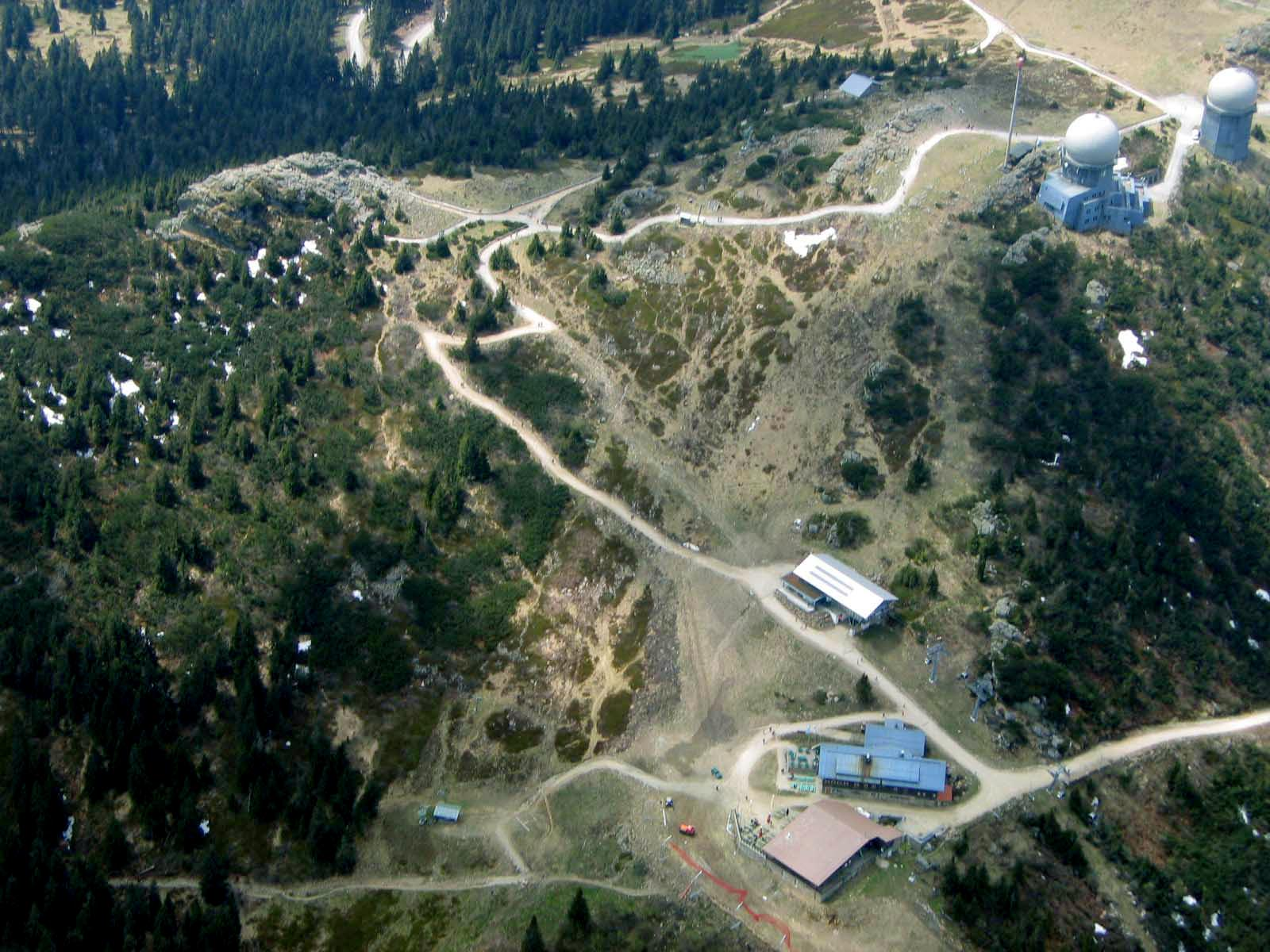
Bergstation am Großen Arber, daneben die Radarstationen

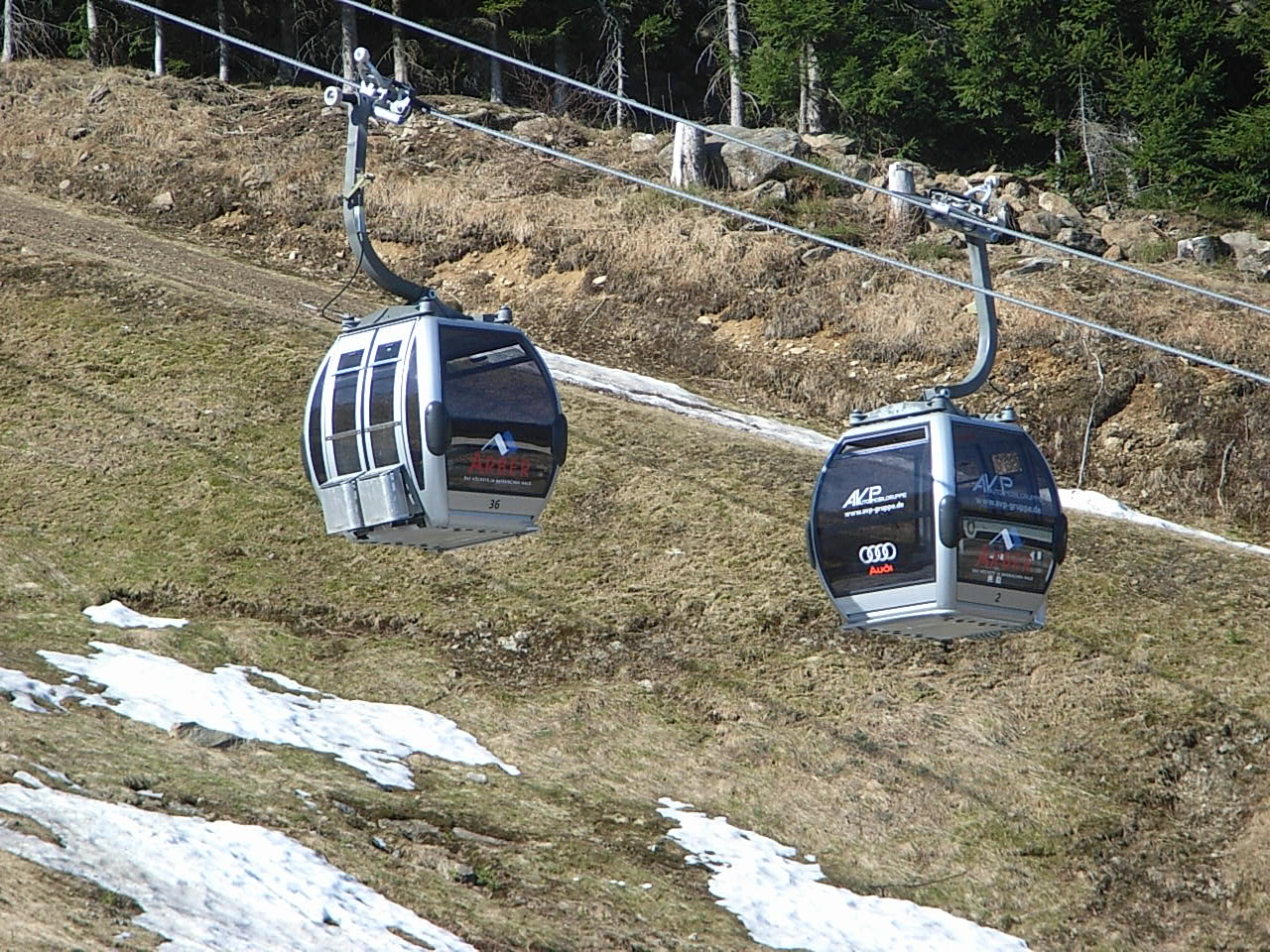
Zwei Kabinen der Gondelbahn

Mit Arber-Bergbahn werden die Liftanlagen am Großen Arber im Bayerischen Wald bezeichnet. Sie besteht im Winterbetrieb aus einer Sechser-Gondelbahn, zwei Sechser-Sesselbahnen, drei Schleppliften und vier Laufbändern.
Im Sommerbetrieb befördert die Gondelbahn Wanderer und Ausflugsgäste in den Gipfelbereich des Großen Arbers. 
Die Bergbahnen werden von Unternehmensgruppe Fürst von Hohenzollern betrieben.

## Technische Daten

### Sechser-Gondelbahn
- Talstation: 1050 m ü. NN
- Bergstation: 1400 m ü. NN
- Höhenunterschied: 342 Meter
- Länge: 964 Meter
- Neun Stützen
- Seilbahnhersteller: Doppelmayr
- Beförderungskapazität: 1400 / 2200 Personen pro Stunde (Durchschnitt/Maximal)
- Anzahl der Gondeln: 44
- Antriebsleistung: 400 PS
- Fahrzeit: 4 Minuten

### Sonnenhang Sechser-Sesselbahn
- Höhenunterschied: 153 Meter
- Länge: 555 Meter
- Sechs Stützen
- Seilbahnhersteller: Doppelmayr
- Beförderungskapazität: 2000 / 2800 Personen pro Stunde (Durchschnitt/Maximal)
- Anzahl der Sessel: 32
- Fahrzeit: 2,5 Minuten

### Nordhang Sechser-Sesselbahn
- Höhenunterschied: 320 Meter
- Länge: 944 Meter
- acht Stützen
- Seilbahnhersteller: Doppelmayr
- Beförderungskapazität: 1700 / 2400 Personen pro Stunde (Durchschnitt/Maximal)
- Anzahl der Sessel: 47
- Fahrzeit: 4 Minuten

## Betreiber
Die Arber-Bergbahn wird durch die Fürstlich Hohenzollernsche Arber-Bergbahn e.K.der Unternehmensgruppe Fürst von Hohenzollern betrieben. Der größte Teil des Großen Arbers und die umliegenden Waldgebiete sind im Privatbesitz der Fürsten von Hohenzollern-Sigmaringen. Diese erwarben 1852 die Besitzung des Glashüttenmeisters Hafenbrädl in Böhmisch Eisenstein, später Markt Eisenstein, heute Železná Ruda, und 1872 die in Bayerisch Eisenstein.

## Geschichte
Am 17. September 1949 wurde im Skigebiet des „Königs des Bayerwaldes“ der erste Sessellift zum Arber eröffnet. Die Idee hierzu stammte von dem Ingenieur Franz Oberhofer aus dem tschechischen Železná Ruda (damals Eisenstein). Fürst Friedrich von Hohenzollern finanzierte die Planung durch einen Münchner Ingenieur, der bereits zwei Bergbahnen in Oberbayern gebaut hatte. Es wurde ein Schwebelift mit Einzelsitzen aus Holz und eine maximale Beförderungskapazität von 180 Personen pro Stunde gebaut.
Im Jahr 1962 wurde eine Doppelsesselbahn für den Skibetrieb ausgebaut. 1999 wurde die Sechser-Gondelbahn auf einer neuen Trasse gebaut. Das Unternehmen eröffnete das Ski-Landesleistungszentrum Großer Arber. 2002 begann der Neubau einer Sechser-Sesselbahn am Nordhang und am 16. Dezember 2005 wurde die Sonnenhang Sechser-Sesselbahn eingeweiht. 2007 wurde die Beschneiungsanlage auf knapp 40 Schneekanonen erweitert. Ein Großteil davon ist fest an den Pisten installiert.